# Anton Wede
Anton Erik Magnus Wede (Fagersta, 20 aprile 1990) è un ex calciatore svedese, di ruolo centrocampista.

## Biografia
È fratello gemello di Calle Wede, anch'esso calciatore.

## Carriera
Gran parte dell'inizio di carriera è coincisa con quella del fratello gemello.
Entrato a far parte delle giovanili dell'Elfsborg nel 2006, non ha mai debuttato in prima squadra a differenza del fratello Calle, ed è stato girato in prestito al Falkenberg il 1º settembre 2011, prima della chiusura della finestra estiva di mercato. Durante il prestito, rinnovato di un anno, è stato raggiunto dal fratello nell'agosto 2012.
In previsione della stagione 2013, entrambi vengono ingaggiati dal Falkenberg, questa volta a titolo definitivo. A fine anno arriva la prima promozione del club in Allsvenskan.
I fratelli Wede si dividono prima dell'inizio della stagione 2015, quando Anton passa all'Helsingborg guidato dal suo ultimo allenatore Henrik Larsson. Al termine dell'Allsvenskan 2016 i rossoblu retrocedono in Superettan, e Wede inizialmente rimane in rosa, ma a stagione in corso si trasferisce a un'altra formazione impegnata nella Superettan 2017, il GAIS, restandovi però solo per pochi mesi.
A partire dalla stagione 2018, Wede apre una nuova parentesi al Falkenberg, dove gioca per altre quattro stagioni fintanto che il club non retrocede in terza serie al termine della Superettan 2021.
Svincolato, continua a giocare in Superettan con il passaggio biennale al Norrby avvenuto nel febbraio 2022. A fine stagione la squadra retrocede in Ettan ma Wede resta in rosa prolungando fino alla fine dell'anno 2024. Nonostante ciò, lascia la squadra al termine del campionato di Ettan 2023.